# Ruteniridosmina
La ruteniridosmina és un mineral de la classe dels elements natius. El seu nom és degut a la seva composició, formada per ruteni, iridi i osmi.

## Característiques
La ruteniridosmina és un aliatge de fórmula química (Ir,Os,Ru). Cristal·litza en el sistema hexagonal. La seva duresa a l'escala de Mohs oscil·la entre 6 i 7. Va ser definida com una nova espècie per l'Associació Mineralògica Internacional dins dels aliatges naturals d'Os-Ir-Ru. El camp de composició de la ruteniridosmina va ser restringit quan es va revisar la nomenclatura als aliatges en què l'iridi és l'element dominant.
Segons la classificació de Nickel-Strunz, la ruteniridosmina pertany a «01.AF: Metalls i aliatges de metalls, elements del grup del platí» juntament amb els següents minerals: osmi, ruteni, iridi, pal·ladi, platí, rodi.

## Formació i jaciments
L'ocurrència natural d'aquest mineral es va confirmar a partir de troballes a diverses localitats del Canadà, del Japó i d'una localitat desconeguda a Nova Guinea. Va ser descoberta l'any 1936, i té quatre localitats tipus diferents, tres a la Colúmbia Britànica (Canadà) i una altra a Hokkaido (Japó).